# Byredo
Byredo es una compañía sueca de perfumes y bienes de lujo. Fue fundada en Estocolmo en 2006 por el empresario Ben Gorham. Presentó sus perfumes y colecciones de cuero en la Semana de la Moda de París en septiembre de 2017. En mayo de 2022 trascendió que la compañía española Puig había comprado la mayoría de su capital.

## Historia
En 2013 trascendió que Gorham había vendido una participación mayoritaria de la empresa Byredo a la firma de inversiones con sede en Londres Manzanita Capital, compañía que ya había invertido en otras marcas del sector como Diptyque o Malin + Goetz y era propietaria de Space NK.

#### Colaboraciones
Durante estos años, para Byredo han trabajado perfumistas como Jérôme Epinette, que creó varias fragancias para la marca. En 2016, Byredo colaboró con los fotógrafos Inez y Vinoodh para su fragancia homónima.
En 2018, Byredo colaboró con el perfumista de Off-White Virgil Abloh en una nueva fragancia llamada "Elevator Music".
En 2019, Byredo colaboró con la multinacional IKEA en una nueva fragancia. Otro tanto hizo con Osynlig para crear una nueva colección de perfumes, presentados el 1 de noviembre de 2020. También en 2020 lanzó el perfume Space Rage con el cantante Travis Scott.